# Syllides edentatus
Syllides edentatus é uma espécie de anelídeo pertencente à família Syllidae.
A autoridade científica da espécie é Westheide, tendo sido descrita no ano de 1974.
Trata-se de uma espécie presente no território português, incluindo a sua zona económica exclusiva.